# 티머시 로런스
티머시 제임스 해밀턴 로런스 경(영어: Sir Timothy James Hamilton Laurence, KCVO, CB, CSM, ADC, 1955년 3월 1일~)은 영국의 부마이다. 엘리자베스 2세와 에든버러 공작 필립의 유일한 딸 프린세스 로열 앤의 두번째 남편이다.

## 학력
- 더럼 대학교 지리학 학사

## 경력
- 영국 왕립해군 학사장교
- 영국 왕실 부마